# Štefan Sijarto
Štefan (Števan) Sijarto (madžarsko Szijjártó István) slovenski pisatelj, pesnik, pastor in učitelj na Ogrskem. * 1765, Večeslavci, † 10. september 1833, Domanjševci.
Rodil se je v današnjih Večeslavcih očetu Ivanu Sijartu, ki je bil kmet. Osnovno šolo je končal v Čobinu, v madžarskem razredu. Študiral je v Šopronu. Po študiju je bil učitelj v Puconcih (leta 1783), se oženil leta 1791 in se po letu 1796 preselil v Domanjševce..
Štefan Sijarto je bil peti evangeličanski književnik, ki je pisal v prekmurščini. Napisal je molitvenik, mrliško pesmarico, ter obrednik v prekmurskem jeziku. Njegov obrednik Sztarisinsztvo o poroških navadah je bil pomemben za razvoj knjižne prekmurščine v Prekmurju. Uporabljali so ga do konca druge svetovne vojne.
Sijarto je spremenil prekmurski pravopis, verjetno je prevzel elemente iz osrednje slovenščine.
Večina Sijartovih virov ni znana, verjetno je uporabil slovenske, nemške in kajkavske vire. V pesmih njegov metrum ni dosledno urejen, rime so ponekod prave, drugod pa navidezne. To je v skladu s starejšo cerkveno, posebej še evangeličansko pesmijo, ki je sledila obliki psalmov (prek. žoltárov).
Anton Trstenjak v črtici Slovenci na Ogrskem piše o Sijartu:
Meni se je posrečilo, da sem našel v Pucincih star funebral, kateri se je tiskal leta 1796. a to je gotovo oni funebral, katerega omenja slovenski župnik v Čaplovičevi knjigi. Evo popolnega naslova: Mrtvecsne peszmi… Knjižnico imam sam. …(Avtor) je bil Stevan Szijjarto, Pucinski školnik in to je tudi bržkone prvi posvetnjak na književnem polju v ogrskih Slovencih. Potrebal je učitelj take pogrebne pesmi.

## Delo
- Mrtvecsne peszmi, stere szo szti sztári piszm vküp  pobráne, pobougsane, ino, na haszek szlovenszkoga národa zdaj oprvics Na szvetloszt dáne, po S. S. P. S. Stampane v Szombotheli, Pri Sziesz Antoni vu Leti 1796.
- Molítvi na ſztári ſzlovenſzki jezik obrnyene, ino na haszek szlovenſzkoga národa vö dáne po Szijarto Stevani püczonſzkom ſolſzkim vucsiteli. Stampane v-Soproni, pri Szieſz Anni Klári vu leti 1797.
- Sztarisinsztvo, i zvacsinsztvo, szem szpodobnimi prilikami za volo, szvádbeni mladénczov. S. L. D. V-Soproni, szpiszkimi Sziesz Antona vu leti 1807.
- Krſzcsanſzke Molitvene Knige ali Pobo'sne Molitvi pri obcsinszkoj Bo'zoj ſzlü'sbi Szpravlene za volo ſzvojga i vnogi verni düſ haſzka po Szijarto Stevani, Domankiſeſzke Evangyelicsanſzke Gmaine Solſzkom Vucſiteli (1825, samo rokopis)